# Eram os Deuses Astronautas?
Eram os Deuses Astronautas? (Erinnerungen an die Zukunft, no original alemão, Chariots of the Gods, em inglês) é um livro escrito em 1968 pelo suíço Erich von Däniken, em que o autor teoriza a possibilidade de as antigas civilizações terrestres serem resultados de alienígenas (ou astronautas) que para as épocas relatadas teriam se deslocado.
Muitos cientistas e historiadores têm rejeitado as suas ideias, alegando que as conclusões do livro foram baseadas em evidências falsas e pseudocientíficas, algumas das quais mais já foram demonstradas como fraudulentas ou fabricadas, e sob premissas ilógicas.
Von Däniken apresentou como supostas provas ligações entre as colossais pirâmides egípcias e incas, as quilométricas linhas de Nazca, os misteriosos moais da Ilha de Páscoa, entre outros grandes feitos arquitetônicos. Ele também cria uma teoria de cruzamentos entre os "extraterrestres" e espécies primatas, qe teriam gerado a espécie humana.
Dizia o autor também que esses "extraterrestres" eram considerados divindades pelos antigos povos: daí vem a explicação do título do livro. Naturalmente, levando o pensamento há 1000 ou 2000 anos atrás, é impossível definir um objeto voador com 30 metros de comprimento - que hoje chamamos de avião ou ônibus espacial - portanto correlações próximas à realidade da época foram feitas: "Deus", "Anúbis", "Itzmná" ou "Salvador".
Unido à época lançada - um ano antes de o homem ir à Lua -, von Däniken conseguiu vender milhares de livros e convencer muitos leitores. As teorias defendidas neste e em outros livros de Däniken ainda são tema de discussão, leiga ou acadêmica, contrária ou favorável. Alguns autores exploram o tema da teoria dos astronautas antigos.